# Liste des aéroports à l'Île-du-Prince-Édouard
Il s'agit d'une liste alphabétique des aéroports, des aérodromes et des héliports d'une province ou d'un territoire du Canada. Ils sont énumérés dans le format : 
1. Communauté
2. Nom de l'aéroport comme indiqué dans l'un des Supplément de vol-Canada (CSA) ou par l'autorité aéroportuaire, éventuellement suivi par d'autres nom,
3. Code OACI (Organisation de l'aviation civile internationale): ICAO en anglais
4. Code IATA (Association internationale du transport aérien)
5. Code Transports Canada Lieu identifiant (LID TC) : le « TC LID » est le « lieu d'identification » donné par Transports Canada, représentant le nom et le lieu d'un aéroport. C'est une aide de direction pour aider la circulation aérienne, les télécommunications et les programmes d'ordinateur.
6. Coordonnées géographiques de l'aéroport

Les aéroports qui font partie du réseau national des aéroports sont en caractères gras.

## Liste des aéroports et héliports[1],[2]
| Municipalité  | Nom de l'aéroport                                 | OACI | TC LID | AITA |
| ------------- | ------------------------------------------------- | ---- | ------ | ---- |
| Cable Head    | Cable Head Airpark                                |      | CCA3   |      |
| Charlottetown | Héliport Charlottetown (Queen Elizabeth Hospital) |      | CDV3   |      |
| Charlottetown | Aéroport de Charlottetown                         | CYYG |        | YYG  |
| Summerside    | Héliport de Summerside (Prince County Hospital)   |      | CCH6   |      |
| Summerside    | Aéroport de Summerside                            | CYSU |        | YSU  |

- Les aéroports affichés en gras font partie du système nationale des aéroports

## Liste des anciens aéroports
| Municipalité   | Nom de l'aéroport           | OACI | TC LID | AITA |
| -------------- | --------------------------- | ---- | ------ | ---- |
| Grand River    | Aéroport de Grand River     |      | CCA9   |      |
| Mount Pleasant | RCAF Station Mount Pleasant |      |        |      |
| St. Eleanors   | CFB Summerside              |      |        |      |
| Sherwood       | RCAF Station Charlottetown  |      |        |      |